# Aly Raisman
Alexandra Rose "Aly" Raisman, född den 25 maj 1994 i Boston, Massachusetts, är en amerikansk gymnast.
Raisman tog OS-guld i damernas fristående, OS-guld i lagmångkampen och OS-brons i bom i samband med de olympiska gymnastiktävlingarna 2012 i London. Hon var även lagkapten för det amerikanska OS-laget i Rio de Janeiro 2016 där det amerikanska laget tog OS-guld i lagmångkampen och i samma OS tog hon silver i den individuella mångkampen samt i fristående. 

## Biografi
Raisman föddes den 25 maj, 1994 i Needham, Massachusetts, USA. Hon är dotter till Lynn och Rick Raisman och har tre yngre syskon, Brett, Choe och Madison. 
Raisman tränade hos Exxcel Gymnastics and Climbing tills att hon började tävla på nivå 8 och bytte sedan klubb till Brestyan's American Gymnastics Club för att träna med Silvia och Mihai Brestyan. Där tränade hon tillsammans med Alicia Sacramone, en tidigare OS-gymnast.
Raisman examinerades från Needham High School 2012, där hon studerande dagligen fram till hennes näst sista år. Det sista året slutförde hon via online-kurser för att kunna fokusera på sin träning inför OS i London 2012.

## Seniorkarriär

### 2010
I oktober deltog Raisman i Världsmästerskapen i artistisk gymnastik 2010 i Rotterdam, Nederländerna. Hon bidrog med poängerna 15,066 i hopp, 14,333 i bom och 14,500 i fristående till USA:s silvermedalj i lagmångkampen. Raisman kom på en trettonde plats i mångkampsfinalen med en slutpoäng på 55,699.  Hon placerade sig även på fjärde plats i friståendefinalen med en poäng på 14,716.

### 2011
I oktober deltog Raisman i Världsmästerskapen i artistik gymnastik 2011 i Tokyo, Japan. Raisman tog över platsen som lagkapten när Sacramone skadade sig precis innan tävlingen. Hon bidrog med poängerna 14,950 i hopp, 14,866 i bom och 14,66 i fristående i lagmångkampsfinalen där USA tog guld. I de indiviudella tävlingarna placerade Raisman sig på en fjärde plats i mångkampsfinalen med en slutpoäng på 57,558. Hon placerade sig även på en fjärde plats i bom med poängen 15,066 och på en tredje plats i fristående med poängen 15,000.

### 2012

#### Olympiska spelen i London
Raisman tävlade i de olympiska spelen i London 2012. Hon hjälpte det amerikanska laget, kallade 'Fierce Five', att kvalificera sig till lagmångkampsfinalen på första plats. Hon kvalificerade sig även till den individuella mångkampsfinalen med en poäng på 60,391. Raisman kvalificerade sig även på femte plats till bomfinalen med poängen 15,1 samt på första plats till friståendefinalen med poängen 15,325.
I lagmångkampsfinalen bidrog Raisman med poängerna 14,933 i bom samt 15,300 i fristående till det amerikanska guldet. 
I den individuella mångkampen fick Raisman slutpoängen 59,566 vilket var exakt samma poäng som Alija Mustafina fick. Eftersom Mustafina hade en högre utförandepoäng gick bronsmedaljen till henne och Raisman kom på fjärde plats.  
I bomfinalen vann Raiman brons. Hon blev först tilldelad poängen 14.966, men efter en överklagan fick hon ytterligare en tiondel i svårighetspoäng. Det gjorde att hon fick totala poängen 15,066 vilket var samma poäng som Rumäniens Cătălina Ponor fick. Eftersom Raisman hade en högre utförandepoäng gick bronsmedaljen till henne.  
I friståendefinalen vann Raisman guld med poängen 15.600 vilket gjorde henne till den första amerikanska kvinnan att vinna guld i fristående.   

### 2015
Raisman gjorde come-back på City of Jesolo Trophy 2015 i mars . Hon blev uttagen till Världsmästerskapen i artistiskt gymnastik 2015 i London men lyckades inte kvalificera sig till någon individuella finaler. Tillsammans med amerikanska laget tog hon guld i lagmångkampsfinalen, där Raisman bidrog på redskapen bom och fristående.

### 2016

#### Olympiska spelen i Rio de Janeiro
Raisman tävlade i olympiska spelen i Rio de Janerio 2016. Raisman var en del av "the Final Five" som tog OS-guld i lagmångkampen. Hon kvalificerade sig även till finalerna i den individuella mångkampen och fristående. I den individuella mångkampen vann Raisman silver med poängen 60.098, bakom hennes amerikanske lagkamrat Simone Biles. I friståendefinalen hamnade hon också på en andra plats med poängen 15.500, även där bakom Biles. Hon tog då sin 6:e olympiska medalj vilket gör henne till den amerikanska gymnast som vunnit flest medaljer i olympiska spelen efter Shannon Miller. Trots att hon hamnade bakom Biles i både mångkampen och fristående har hon blivit hyllad för hennes prestationer och klass, som har förbättras sedan de olympiska spelen i London 2012.

## Dancing with the stars
Raisman deltog i den 16:e säsongen av det amerikanska tv-programmet "Dancing with the stars" och kom totalt på en fjärde plats tillsammans med den tvåfaldige mästaren Mark Ballas. Raisman deltog även i ett avsnitt i den tidigare säsongen då hon dansade tillsammans med de andra 4 medlemmarna i Fierce Five under en freestyle-dans med den olympiska guldmedaljören Shawn Johnson och hennes danspartner Derek Hough.
| Vecka #       | Dans/Sång                                                                       | Domarnas poäng | Domarnas poäng | Domarnas poäng | Resultat         |
| ------------- | ------------------------------------------------------------------------------- | -------------- | -------------- | -------------- | ---------------- |
| Vecka #       | Dans/Sång                                                                       | Inaba          | Goodman        | Tonioli        | Resultat         |
| 1             | Cha-Cha-Cha / "Live While We're Young"                                          | 7              | 7              | 7              | Ingen utröstning |
| 2             | Quickstep / "Jumpin Jack"                                                       | 8              | 8              | 8              | Säker            |
| 3             | Prom Group Dance / "The Rockafeller Skank" Viennese Waltz / "Give Me Love"      | Inga 7         | Poäng 8        | Givna 8        | Säker            |
| 4             | Contemporary / "Titanium"                                                       | 9              | 9              | 9              | Säker            |
| 5             | Samba / "Misery"                                                                | 8              | 8              | 9              | Säker            |
| 6             | Foxtrot / "Isn't She Lovely" Team Samba/ "Superstition"                         | 9 8            | 9              | 9 8            | Säker            |
| 7             | Salsa / "Echa Pa'lla (Manos Pa'rriba)" Cha-cha-cha Dance-Off / "Brokenhearted"  | 10 Awarded     | 9 3            | 10 Points      | Säker            |
| 8 Kvartsfinal | Argentine Tango / "Reflejo de Luna" Jive (Trio Challenge) / "Hit the Road Jack" | 9              | 10 9           | 10 9           | Säker            |
| 9 Semifinal   | Rumba / "When I Was Your Man" Afro Jazz / "Azumba"                              | 10             | 10 9           | 10             | Säker            |
| 10 Final      | Samba / "Hips Don't Lie" Cha-Cha-Cha Relay / "Treasure" Freestyle / "Icarus"    | 9 Awarded 10   | 9 3 10         | 10 Points 10   | Utröstad         |